# Java (Schiff, 1809)
Die Java war eine britische Fregatte. Ursprünglich gehörte das Schiff unter dem Namen  Renommée als 44-Kanonen-Fregatte der Pallas-Klasse der französischen Marine, die 1809 in Dienst gestellt und 1811 durch die britische Marine gekapert wurde. Das 1812 als Java erneut in Dienst gestellte Schiff wurde nach einem schweren Gefecht mit der US-amerikanischen Fregatte Constitution noch im selben Jahr durch diese besiegt und letztlich durch Brand versenkt.

## Geschichte

### Bau
Die spätere Java wurde am 26. März 1805 geordert und nach den Plänen der durch den Schiffbauingenieur Jacques-Noël Sané entworfenen Pallas-Klasse, durch die Werft Mathurin & Antoine Crucy in Basse-Indre bei Nantes im Oktober 1805 auf Kiel gelegt. Der Stapellauf des auf den Namen Renommée getauften Schiffes erfolgte am 20. August 1808 und die Indienststellung im März 1809.

### Einsatzgeschichte
Am 20. Mai 1811 wurde die Renommée als Teil eines Geschwaders unter François Roquebert bei Madagaskar von einem britischen Geschwader angegriffen und gekapert. Zwischen April und Oktober 1812 wurde das Schiff in Portsmouth für die Royal Navy ausgerüstet und als Java in Dienst gestellt. Unter Captain Henry Lambert versegelte die Fregatte im November 1812 mit dem Ziel Bombay. An Bord befanden sich der designierte Oberbefehlshaber für Madras Lieutenant-General Sir Thomas Hislop mit seinem Stab sowie eine Ladung von Schiffbaumaterial. Aufgrund der großen Zahl von Passagieren waren insgesamt zwischen 373 und 426 Personen an Bord.
Am 29. Dezember 1812 sichtete die Besatzung um 8 Uhr morgens nahe der brasilianischen Küste in der Gegend um Salvador da Bahia eine weitere Fregatte, die aufgrund der großen Distanz anfangs nicht identifiziert werden konnte. Beide Schiffe setzten Flaggensignale und letztendlich konnte das unbekannte Schiff als die Constitution erkannt werden. Da sich das Vereinigte Königreich seit dem 18. Juni 1812 mit den Vereinigten Staaten im Krieg befand, bereiteten sich beide Schiffe auf ein Gefecht vor. Captain Lambert gehörte zu den erfahrensten Fregattenkapitänen der Royal Navy und hatte sich ausführlich über die Kampfeigenschaften der schweren US-Fregatten informiert. Er wusste über die Festigkeit der Bordwände der Constitution Bescheid, für die das amerikanische Schiff seit seinem Sieg über die britische Fregatte Guerriere bekannt war. Lambert befahl daher, mit hohen Schüssen die Decksaufbauten der Constitution zu treffen. Um 14 Uhr eröffnete der amerikanische Kommandant Commodore William Bainbridge das Gefecht mit einer Breitseite aus einer Distanz von einer halben Seemeile. Diese richtete jedoch keinen Schaden an. Die Java antwortete und konnte mit einem ihrer ersten Treffer dem amerikanischen Schiff das Steuerrad wegschießen. Damit wurde die Constitution kurzzeitig manövrierunfähig. Zusätzlich war Commodore Bainbridge sowohl bei diesem Treffer durch umherfliegende Splitter als auch durch einen britischen Scharfschützen verletzt worden. Die Briten konnten daraufhin die US-Fregatte zwar zusätzlich beschädigen, versäumten es aber, das Heck der Constitution effektiv mit einigen Salven zu bestreichen, obwohl sie gleich zwei Mal die Möglichkeit dazu hatten.
Mit Hilfe einer Notsteuerung wurde eine bedingte Manövrierfähigkeit der Constitution wiederhergestellt, und diese griff so erneut die Java an. Aus relativ kurzer Distanz brachten die Amerikaner die schweren 24-Pfünder-Kanonen mit Erfolg gegen das britische Schiff zum Einsatz. Es gelang, die britische Fregatte zu entmasten, wobei die Constitution selbst schwere Schäden an Rumpf und Takelage erlitt.
Als die Java ihren letzten Mast verloren hatte, versuchte die Besatzung ein Notsegel zu setzen, da sich die Constitution zwecks Reparaturen zurückgezogen hatte. Allerdings erkannte der Erste Offizier Lt. Henry D. Chads die Aussichtslosigkeit einer Fortführung des Gefechts und strich anstelle des tödlich verletzten Captain Lambert die Flagge, als sich die Constitution dem britischen Schiff erneut näherte. Nach etwa drei Stunden hatten die Amerikaner das Gefecht für sich entschieden, allerdings war die ursprünglich geplante Umsegelung von Kap Hoorn aufgrund der Schäden an der Constitution unmöglich geworden. Die Java war zu schwer beschädigt, um als Prise genommen zu werden und wurde daher mitsamt der Ladung in Brand gesetzt und versenkt. Das zerschossene Steuerrad der Constitution wurde durch jenes der britischen Fregatte ersetzt.